# En Overgang
En Overgang er en dansk eksperimentalfilm fra 1971, der er instrueret af Simon Plum og John Menzer efter manuskript af førstnævnte. Filmen er lavet som en eksperimenterende dokumentarfilm af beboere i Heisesgade 28 og Strandvejen 83B i København.

## Handling
Et parforhold i et kollektiv har problemer. En række scener følger fyrens konflikt tæt på.